# Francisco Bustillo
Francisco Carlos Bustillo Bonasso (n. 1 de abril de 1960) es un diplomático uruguayo que ejerció como embajador de Uruguay en la República Argentina entre 2005 y 2010 y el Reino de España entre 2012 y 2020. Ante la renuncia de Ernesto Talvi, Bustillo fue designado como ministro de Relaciones Exteriores de Uruguay como parte del gobierno de Luis Lacalle Pou, permaneciendo en este cargo desde el 6 de julio de 2020 y hasta su renuncia, el 1 de noviembre de 2023, al descubrirse que estuvo involucrado en un intento de ocultar evidencias dentro del marco del caso Marset.En audios de una conversación grabada, aportados por la ex vicecanciller Carolina Ache Batlle, se señala que Bustillo solicitó eliminar mensajes que se encontraban en el teléfono celular de Ache. 

## Trayectoria
Ingresó en el Ministerio de Relaciones Exteriores de Uruguay por concurso de méritos el 1 de enero de 1986. Desempeñó numerosos cargos en Montevideo y el exterior, habiendo ocupado, entre otros, el de Director de Asuntos Institucionales y de Asuntos Económicos Bilaterales de la Cancillería, y la jefatura de gabinete del embajador Juan Raúl Ferreira Sienra en Buenos Aires. Integró numerosas misiones y delegaciones en el exterior. Los últimos cargos desempeñados en el exterior fueron el de Delegado Permanente de la República ante el Comité Intergubernamental de la Cuenca del Plata (CIC) y Embajador del Uruguay en Ecuador.
El 1 de abril del 2005 es designado Embajador Extraordinario y Plenipotenciario del Uruguay en la República Argentina, cargo que ejerce durante 5 años. En 2010, el entonces presidente José Mujica lo sustituyó por Guillermo Pomi, y Bustillo pasó a encabezar la jefatura de gabinete del canciller uruguayo Luis Almagro.
El 2 de octubre de 2012 fue designado Embajador del Uruguay en España.

## Ministro de Relaciones Exteriores

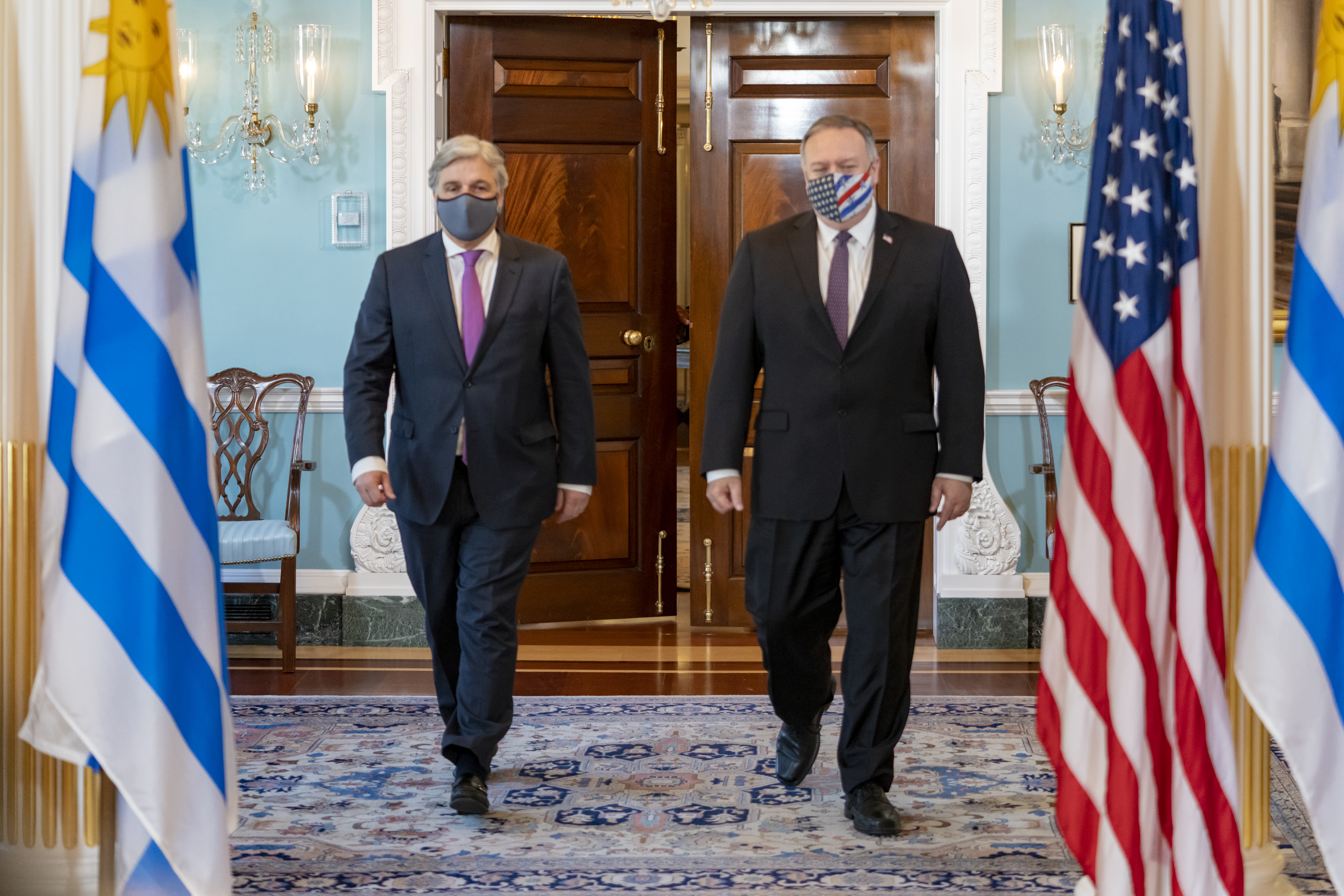
Bustillo junto a Mike Pompeo, secretario de Estado de Estados Unidos en Washington D. C., 2020.

A inicio de julio de 2020 se confirmó que Bustillo sucedería en el cargo de ministro de Relaciones Exteriores a Ernesto Talvi quien había presentado su renuncia. Asumió como jefe de la cartera ministerial el 6 de julio, siendo acompañado por Carolina Ache Batlle en la subsecretaría.
El 12 de septiembre, Uruguay votó a favor de la candidatura de Mauricio Claver-Carone a la presidencia del Banco Interamericano de Desarrollo propuesta por Estados Unidos. El 14 de septiembre, el país votó en el Consejo Económico y Social de las Naciones Unidas a favor de una resolución que afirmaba que Israel estaba involucrado en "violaciones sistemáticas" de los derechos de los palestinos, lo que afectó negativamente a las mujeres y niñas palestinas. Bustillo, declaró que el voto de Uruguay contra Israel fue un "error circunstancial" y aseguró que su país se guiará por su política de larga data de apoyo a Israel. También destituyó del cargo al director general de Asuntos Políticos de la Cancillería, Embajador Pablo Sader.
En julio de 2021, Bustillo mantuvo una reunión con cancilleres del Mercado Común del Sur previa a la cumbre de jefes de Estado en la que no se produjeron acuerdos para bajar aranceles y facilitar acuerdos con terceros. Tras la reunión, el gobierno encabezado por el presidente Lacalle Pou informó a los países miembros que Uruguay iba a comenzar negociaciones comerciales bilaterales fuera del bloque. El gobierno uruguayo presiona para flexibilizar las reglas del bloque comercial, encaminadas a modernizar el grupo, porque la negociación con terceros requiere la aprobación unánime de otros miembros.
El 15 de agosto de 2021 realizó una visita oficial a Armenia donde anunció la apertura de una embajada uruguaya. El 7 de septiembre, el gobierno anunció que se habían iniciado las negociaciones formales para la realización de un estudio de prefactibilidad para la firma de un tratado de libre comercio con la República Popular China.
Renunció al cargo el 1 de noviembre de 2023, involucrado en el caso Marset, un escándalo que involucra la entrega de un pasaporte al narcotraficante Sebastián Marset. En los audios de la investigación, Bustillo le solicita a Carolina Ache que "pierda" el celular para que no pueda ser investigado por la justicia.

## Distinciones honoríficas
- Caballero Gran Cruz de la Orden de Isabel la Católica (21/7/2020).[20]